# Brachystelma keniense
Brachystelma keniense är en oleanderväxtart som beskrevs av Georg August Schweinfurth. Brachystelma keniense ingår i släktet Brachystelma och familjen oleanderväxter. Inga underarter finns listade i Catalogue of Life.